# Filiation d'un corps de troupe
Pour les articles homonymes, voir Filiation (homonymie).
La filiation d’un corps de troupe est la succession des corps qui constituent son histoire.

## En France
Les règles de filiation des corps de troupes ont été fixées par la circulaire ministérielle du 18 avril 1839, puis confirmées par celles du 3 juin 1872 et du 16 mai 1886. Ces règles sont toujours en vigueur,.
« § 7. — Ministère du lieutenant-général Despans-Cubières.
1839

Le registre des marches et opérations, tenu dans chaque régiment par le lieutenant-colonel, ne mentionnait que les
événements survenus depuis 1815. Le maréchal Soult avait pensé qu'il serait utile de faire l'historique des anciens régiments et de profiter de ce travail pour établir une filiation entre ces vieux corps et les régiments organisés de toutes pièces en 1816. D'après ses ordres, le dépôt de la guerre avait commencé la rédaction de ces historiques. Plusieurs de ces travaux étant terminés, le ministre en rendit compte au roi dans un rapport du 14 avril et lui demanda l'autorisation de les faire paraître. Le roi accepta les propositions du ministre et il fut décidé que ces historiques seraient imprimés aux frais du département de la guerre ; que chacun des corps intéressés recevrait plusieurs exemplaires et que les archives des divisions militaires recevraient la collection complète des historiques des anciens régiments. »
Ainsi, en application de cette circulaire ministérielle, le 21e régiment d’infanterie de ligne, renommé 21e régiment d’infanterie en 1882, a reçu l'héritage de la légion d'Ille-et-Vilaine, du 21e régiment d’infanterie de ligne de l'Empire et des Cent-Jours, de la 21e demi-brigade de première formation, de la 21e demi-brigade de deuxième formation, du 21e régiment d'infanterie de ligne ci-devant Guyenne,,,.
« Il est admis que chaque unité perpétue les traditions d'un numéro. L’historique du régiment à proprement parler, n'est pas l'historique d'un corps déterminé, qui continue sans cassures, ni interruptions, malgré les changements de nom et de numéro, mais l'historique d’un numéro à travers l’Histoire, l'historique d'un corps d'infanterie ayant porté le no 21. Cette entorse aux règles élémentaires de la généalogie a été rendue nécessaire par suite de nombreux remaniements subis par l'infanterie. »,
Toutefois, cette filiation par numéro a des limites, car « on ne réalise jamais l'assimilation de toutes les unités ayant porté le même numéro ». Ainsi, deux unités ayant eu un emblème différent ne sont en théorie jamais affiliées. De même, on évite de mélanger les traditions des unités d'infanterie de marine et de tirailleurs coloniaux quand bien même elles portent les mêmes numéros.

## En Union soviétique
À partir de l'été 1941, les unités soviétiques nouvellement formées reprennent souvent le numéro d'unités précédemment détruites ou transformées en unités de la Garde. Les historiques officiels soviétiques traitent de manière distincte les différentes divisions portant le même numéro, en les nommant d'après leur numéro de formation pendant la Grande Guerre patriotique. En général, le numéro de formation est indiqué avec un chiffre romain,.
Les unités conservent leurs titres honorifiques et leurs décorations quand elles changent de numéro, de taille ou de spécialité. Par exemple, le 311e régiment de fusiliers motorisés de la Garde, issu en 1962 du 406e régiment de chars, issu en 1954 du 12e régiment de cavalerie de la Garde, issu en 1946 de la 12e division de cavalerie de la Garde, conserve les titres reçues par cette dernière lors de la Grande Guerre patriotique : Donskaïa (du Don), Korsounskaïa (de Korsoun), du Drapeau rouge, ordre de Souvorov.